# Polygala timoutou
Espèce
Classification phylogénétique
Polygala timoutou est une espèce de plantes à fleurs de la famille des Polygalaceae. C'est une plante herbacée néotropicale.
Le nom de l'épithète spécifique timoutou provient du toponyme « Timouthou », sur la commune de Montsinéry-Tonnegrande en Guyane.
Elle est appelée Timutu, Timotu, Gelol, au Brésil.

## Description
Polygala timoutou est une petite herbacée, dressée, simple ou parfois ramifiée, haute de 5-20 cm.
Les feuilles sub-sessiles sont verticillées par 3 ou 4, de forme obovale (celles directement sous l'inflorescence sont opposées ou alternes et de forme oblongue-ovale), et longues de 4-10 mm pour 3-6 mm de large.
L'inflorescence est un racème terminal, légèrement poilu, comprimé, très densément fleuri, d'abord conique, puis devenant cylindrique, long de 2,5-6 cm pour 7-9 mm de large.
La fleur est longue d'1,5 à 3 mm, de couleur rouge écarlate, rose à violette (parfois verdâtre), avec une bractée blanc verdâtre.
Les ailes du calice sont largement ovales, aiguës.
La corolle est plus courte que les ailes.
Les pétales latéraux sont in-équilatéraux, obtus, et la crête de la carène porte environ quatre excroissances.
Son fruit est une capsule de forme orbiculaire à orbiculaire-ovoïde, mesurant 1,2 à 1,5 mm (plus courte que les ailes).
Les graines sont de forme ovoïde, pubérulentes, longues d'1-1,5 mm, avec un arille mesurant ⅔-¾ de la longueur de la graine, et pourvu de deux diverticules obtus,,.

## Répartition
On rencontre Polygala timoutou du Costa Rica au Paraguay en passant par le Panama, la Colombie, Trinidad, le Venezuela, le Guyana, le Suriname, la Guyane, le Brésil et la Bolivie.

## Écologie
Polygala timoutou pousse en Guyane dans les savanes sur sol podzolique avec un horizon lessivé blanchi, parfois engorgé jusqu'à la surface, où elle fleurit de mars à juillet. On la trouve autour de 100-1 400 m d'altitude au Venezuela.

## Utilisations
Polygala timoutou aurait été employée pour ses propriétés vomitives, purgatives, diurétiques et diaphorétiques dans le Rio Grande do Sul au début du XXe siècle. La décoction de la racine serait diurétique, et emménagogue dans la pharmacopée traditionnelle des populations d'Ouro Preto (Minas Gerais).

## Protologue

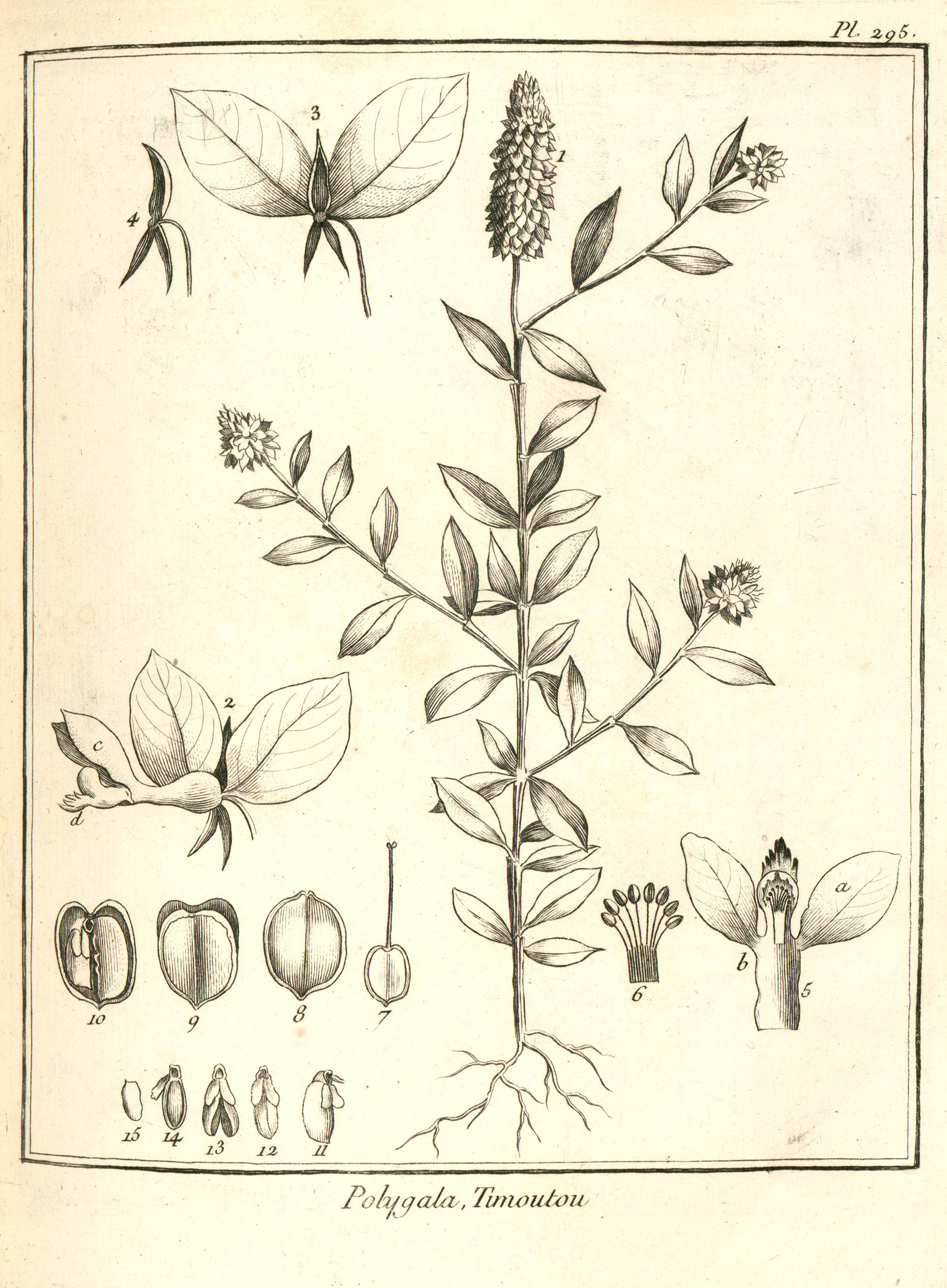
Polygala timoutou : planche 295 par Aublet (1775).
L'on a groſſi ſeulement toutes les parties de la fructification. - 1. Épi de fleur. - 2. Fleur épanouie. (c) Lèvre ſupérieure. (d) Lèvre inférieure. - 3. Calice. - 4. Portion ſupérieure & inférieure du calice. - 5. Corolle ouverte. (a) Lèvre ſupérieure. (b) Attache des étamines. - 6. Membrane qui porte les étamines. - 7. Ovaire. Style. Stigmate. - 8. Capſule. - 9. Capſule ouverte en deux valves. - 10. Une valve, une ſemence enveloppée d'une membrane, & une ſemence avec ſa coëffe. - 11. Semence ſéparée. - 12. Semence vue de face du côté ou elle eſt attachée. - 13. Cartilage qui ſe ſéparé en deux pour laiſſer échapper la graine. - 14. Graine attachée par le haut fous la coëffe. - 15. Graine nue.

En 1775, le botaniste Aublet propose le protologue suivant pour Polygala timoutou : 
« POLYGALA (Timoutou) floribus criſtatis, purpuraſcentibus ; foliis lanceolatis (tabula 295).
Planta annua ; caulem ramoſum, pedalem, trigonum, angulis alatis, è radice fibroſâ emittens. Folia inferiora tria, verticillata, cætera alterna, ovato-lanceolata, glabra, integerrima, ſeſſilia. Flores exigui, in ſpicam denſam,terminalem congeſti, è luteo purpuraſcentes.
Florebat Aprili.
Habitat in pratis paludoſis Timoutou.

Le POLYGALA de Timoutou (PLANCHE 295).
La racine de cette plante eſt menue & fibreuſe ; la tige qui en part s'élève a un pied. Elle eſt grêle, à trois angles bordés d'un petit feuillet membraneux. Les feuilles qui occupent le bas de la tige ; ſont diſpoſées trois à trois: dans le reſte de la plante, elles ſont ſeſſiles, alternes, ovales, courtes, aiguës, & d'un vert cendré. Elles ſont repréſentées de grandeur naturelle. 
Les fleurs ſont très petites ; elles naiſſent en épis ferres à l'extrémités de la tige & des branches. Leur calice eſt d'une ſeule pièce, diviſé en cinq parties, dont une ſupérieure, deux inférieures, courtes, vertes, étroites & aiguës ; & deux latérales longues, ovales, de couleur pourpre. 
La corolle eſt d'une ſeule pièce, irrégulière, partagée en deux lèvres, dont la ſupérieure eſt fendue en deux lobes relevés & concaves ; l'intérieure eſt entière, concave, garnie en deſſous d'une houppe de filets. Le reſte de la corolle eſt un tube ouvert en deſſus dans toute ſa longueur. Cette corolle eſt attachée au fond du calice autour de l'ovaire. 
Les étamines ſont huit, rangées ſur un petit corps membraneux qui ſe trouve ſur la paroi ſupérieure & interne de la lèvre inférieure. Leur filet eſt court, & les anthères longues & étroites. 
Le piſtil eſt un ovaire arrondi, comprimé de deux côtes, s'élevant du fond du calice. cet ovaire eſt ſurmonté d'un style, terminé par un stigmate applati, & charge d'un léger duvet. 
L'ovaire devient une capsule à deux loges, qui s'ouvre en deux valves par les côtés, & chacune contient une semence arrondie, noire, dont l'ombilic eſt couvert d'une petite coëffe membraneuſe. 
Cette plante croît dans les ſavanes marécageuſes du quartier appelé Timoutou. 
Elle étoit en fleur & en fruit dans le mois d'Avril. 

L'on a groſſi ſeulement toutes les parties de la fructification. »
— Fusée-Aublet, 1775.